# جون شابمان (لاعب كرة قاعدة)
جون شابمان (بالإنجليزية: John Chapman)‏ هو لاعب كرة قاعدة أمريكي، ولد في 15 أكتوبر 1899 في سينتراليا في الولايات المتحدة، وتوفي في 3 نوفمبر 1953 في فيلادلفيا في الولايات المتحدة.

## وصلات خارجية
- جون شابمان على موقعبيزبول رفرنس.كوم (الدوري الرئيسي) (الإنجليزية)